# Tomáš Mužík
Tomáš Mužík (* 6. května 1983) je bývalý český zápasník/judista. Připravoval se v Hradci Králové pod vedením Ivo Pažouta. V české seniorské reprezentaci působil v letech 2001–2011 v lehké a polostřední váze. Je držitelem ocenění judisty roku za rok 2002, které získal za třetí místo z mistrovství světa juniorů. Mezi seniory se však na vrcholné úrovni neprosadil. Dvakrát se účastnil mistrovství Evropy seniorů v roce 2003 a 2004 v lehké váze do 73 kg. V roce 2001 a 2008 získal titul mistra republiky.

## Výsledky
| Turnaj             | 1999       | 2000       | 2001       | 2002       | 2003       | 2004       | 2005       | 2006       | 2007       | 2008             | 2009             | 2010             | 2011             |
| Turnaj             | 16         | 17         | 18         | 19         | 20         | 21         | 22         | 23         | 24         | 25               | 26               | 27               | 28               |
| Turnaj             | lehká váha | lehká váha | lehká váha | lehká váha | lehká váha | lehká váha | lehká váha | lehká váha | lehká váha | polostřední váha | polostřední váha | polostřední váha | polostřední váha |
| ------------------ | ---------- | ---------- | ---------- | ---------- | ---------- | ---------- | ---------- | ---------- | ---------- | ---------------- | ---------------- | ---------------- | ---------------- |
| Olympijské hry     |            | —          |            |            |            | —          |            |            |            | —                |                  |                  |                  |
| Mistrovství světa  | —          |            | —          |            | —          |            | —          |            | —          |                  | —                | —                | —                |
| Mistrovství Evropy | —          | —          | —          | —          | úč.        | úč.        | —          | —          | —          | —                | —                | —                | —                |
| MS juniorů         |            | úč.        |            | 3.         |            |            |            |            |            |                  |                  |                  |                  |
| ME juniorů         | —          | úč.        | úč.        | 7.         |            |            |            |            |            |                  |                  |                  |                  |
| EYOF               | 1.         |            |            |            |            |            |            |            |            |                  |                  |                  |                  |